# Етоал сир Рон
Етоал сир Рон (фр. Etoile-sur-Rhône) насеље је и општина у источној Француској у региону Рона-Алпи, у департману Дром која припада префектури Валанс.
По подацима из 2011. године у општини је живело 4878 становника, а густина насељености је износила 114,0 становника/km². Општина се простире на површини од 42,79 km². Налази се на средњој надморској висини од 172 метара (максималној 241 m, а минималној 93 m).

## Демографија
| 1962. | 1968. | 1975. | 1982. | 1990. | 1999. | 2011. |
| ----- | ----- | ----- | ----- | ----- | ----- | ----- |
| 2.133 | 2.268 | 2.559 | 2.897 | 3.504 | 4.054 | 4.878 |

График промене броја становника у току последњих година